# Карлос Акапо
Карлос Акапо Мартінес (ісп. Carlos Akapo Martínez, нар. 12 березня 1993) — іспанський та екваторіально-гвінейський футболіст, захисник клубу «Кадіс» та національної збірної Екваторіальної Гвінеї .

## Клубна кар'єра
Акапо народився в Ельче, провінція Аліканте, в сім'ї екваторіально-гвінейця та іспанки. Займався футболом в академіях іспанських клубів «Келме», «Еркулес» і «Ельче», а також завершив навчання у команді «Уракан Валенсія». У її складі він дебютував на дорослому рівні 22 січня 2012 року в домашній грі проти «Мальорки Б» (1:2).
11 липня 2013 року Акапо підписав дворічний контракт із клубом «Нумансія», який виступав у Сегунді, другому дивізіоні країни. За нову команду дебютував 25 серпня домашньою перемогою над «Реалом Хаен» з рахунком 4:2.
6 серпня 2014 року Акапо приєднався до "«Валенсії» і став виступати за резервну команду у третьому дивізіоні, де провів два сезони, після чого повернувся до Сегунди, підписавши 14 червня 2016 року трирічний контракт з «Уескою».
Акапо стабільно виступав за команді і провів 20 матчів чемпіонату у сезоні 2017/18, допомігши клубу вперше в історії вийти до Ла Ліги. Акапо дебютував у вищому іспанському дивізіоні 25 вересня 2018 року, замінивши Луїзіньо в грі проти столичного «Атлетіко» (0:3). Загалом за сезон 2020/21 Карлос зіграв 13 ігор Прімери, але команда посіла передостаннє 19 місце і знову вилетіла до Сегунди.
Після цього 20 червня 2019 року Акапо підписав трирічний контракт з «Кадісом» у статусі вільного агента і цій команді теж допоміг посісти друге місце та вийти до вищого дивізіону у 2020 році.
21 травня 2021 року Акапо забив свій перший гол у вищому дивізіоні Іспанії у виїзній грі проти «Леванте» (2:2).

## Міжнародна кар'єра
Акапо отримав свій перший виклик до збірної Екваторіальної Гвінеї наприкінці серпня 2012 року на відбірковий матч Кубка африканських націй 2013 року проти ДР Конго наступного місяця. Втім у тому матчі Карлос залишився на лаві запасних, дебютувавши за збірну лише 5 червня наступного року в товариському матчі з Того (0:1). 4 вересня 2016 року Акапо забив свій перший гол у складі збірної в грі кваліфікації до Кубка африканських націй 2019 року проти збірної Південного Судану (4:0).
Першим великим турніром для Акапо став Кубок африканських націй 2021 року, відкладений через пандемію COVID-19 на початок 2022 року. У Камеруні він відіграв усі матчі і допоміг своїй команді вийти в чвертьфінал; у 1/8 фіналу проти Малі він реалізував свій удар в серії післяматчевих пенальті.

## Особисте життя
Молодший брат Акапо, Хав'єр, також став футболістом і виступає за збірну Екваторіальної Гвінеї.

## Статистика

### Клубна
Станом на 9 лютого 2022
| Клуб                | Сезон   | Чемпіонат          | Чемпіонат | Чемпіонат | Кубок | Кубок | Інше | Інше  | Всього | Всього |
| Клуб                | Сезон   | Ліга               | Ігор      | Голів     | Ігор  | Голів | Ігор | Голів | Ігор   | Голів  |
| ------------------- | ------- | ------------------ | --------- | --------- | ----- | ----- | ---- | ----- | ------ | ------ |
| «Уракан Валенсія»   | 2011–12 | Сегунда Дивізіон Б | 3         | 0         | 0     | 0     | —    | —     | 3      | 0      |
| «Уракан Валенсія»   | 2012–13 | Сегунда Дивізіон Б | 21        | 0         | 0     | 0     | 2    | 0     | 23     | 0      |
| «Уракан Валенсія»   | Всього  | Всього             | 24        | 0         | 0     | 0     | 2    | 0     | 26     | 0      |
| «Нумансія»          | 2013–14 | Сегунда Дивізіон   | 29        | 0         | 1     | 0     | —    | —     | 30     | 0      |
| «Валенсія Месталья» | 2014–15 | Сегунда Дивізіон Б | 11        | 0         | —     | —     | —    | —     | 11     | 0      |
| «Валенсія Месталья» | 2015–16 | Сегунда Дивізіон Б | 28        | 0         | —     | —     | —    | —     | 28     | 0      |
| «Валенсія Месталья» | Всього  | Всього             | 39        | 0         | 0     | 0     | 0    | 0     | 39     | 0      |
| «Уеска»             | 2016–17 | Сегунда Дивізіон   | 28        | 0         | 3     | 0     | 2    | 0     | 33     | 0      |
| «Уеска»             | 2017–18 | Сегунда Дивізіон   | 20        | 0         | 1     | 0     | —    | —     | 21     | 0      |
| «Уеска»             | 2018–19 | Ла-Ліга            | 13        | 0         | 1     | 0     | —    | —     | 14     | 0      |
| «Уеска»             | Всього  | Всього             | 61        | 0         | 5     | 0     | 2    | 0     | 68     | 0      |
| «Кадіс»             | 2019–20 | Сегунда Дивізіон   | 7         | 0         | 2     | 0     | —    | —     | 9      | 0      |
| «Кадіс»             | 2020–21 | Ла-Ліга            | 13        | 1         | 3     | 0     | —    | —     | 16     | 1      |
| «Кадіс»             | 2021–22 | Ла-Ліга            | 11        | 0         | 2     | 0     | —    | —     | 13     | 0      |
| «Кадіс»             | Всього  | Всього             | 31        | 1         | 7     | 0     | 0    | 0     | 38     | 1      |
| Загалом             | Загалом | Загалом            | 184       | 1         | 13    | 0     | 4    | 0     | 201    | 1      |

### Збірна
Станом на 30 січня 2022
| Збірна               | Рік      | Ігор | Голів |
| -------------------- | -------- | ---- | ----- |
| Екваторіальна Гвінея | 2013 рік | 3    | 0     |
| Екваторіальна Гвінея | 2015 рік | 4    | 0     |
| Екваторіальна Гвінея | 2016 рік | 4    | 1     |
| Екваторіальна Гвінея | 2018 рік | 2    | 0     |
| Екваторіальна Гвінея | 2019 рік | 1    | 0     |
| Екваторіальна Гвінея | 2020 рік | 2    | 0     |
| Екваторіальна Гвінея | 2021 рік | 6    | 0     |
| Екваторіальна Гвінея | 2022 рік | 5    | 0     |
| Всього               | Всього   | 27   | 1     |